# Gnophos bezenguis
Gnophos bezenguis är en fjärilsart som beskrevs av Niescolowsky. Gnophos bezenguis ingår i släktet Gnophos och familjen mätare. Inga underarter finns listade i Catalogue of Life.